# Sokîrînți, Sribne
Sokîrînți (în ucraineană Сокиринці) este o comună în raionul Sribne, regiunea Cernihiv, Ucraina, formată numai din satul de reședință. În secolul al XIX-lea, satul făcea parte din volostul Sokîrînți, uezdul Prîlukî.

## Demografie
Componența lingvistică a comunei Sokîrînți
     Ucraineană (98,05%)
     Rusă (1,8%)
     Alte limbi (0,14%)
Conform recensământului din 2001, majoritatea populației comunei Sokîrînți era vorbitoare de ucraineană (98,05%), existând în minoritate și vorbitori de rusă (1,8%).